# Pathfinder: Wrath of the Righteous
Pathfinder: Wrath of the Righteous ist ein isometrisches Computer-Rollenspiel, welches von Owlcat Games entwickelt wurde. Es basiert auf dem 2013 erschienenen Abenteuerpfad Zorn der Gerechten des Pen-&-Paper-Rollenspiels Pathfinder von Paizo Publishing. Die Veröffentlichung fand am 2. September 2021 für PC, und am 29. September 2022 für die Konsolen PS4 und Xbox One statt.

## Handlung
Pathfinder: Wrath of the Righteous folgt in weiten Teilen der Handlung des Abenteuerpfads. Es handelt von einem Kreuzzug in der Fantasywelt Golarion, durch den die dämonische Bedrohung Golarions aus einer Weltenwunde genannten Region abgewehrt werden soll. Hierbei muss der Protagonist die Weltenwunde erkunden, seine Armee und die eroberten Gebiete organisieren und die Bedrohung abwehren.

## Spielprinzip
Das Spiel kombiniert das Pathfinder-Regelwerk mit Spielmechaniken aus dem Spieleklassiker Baldur’s Gate. Es gibt zwei Spielphasen: pausierbare Echtzeitkämpfe in der isometrischen Perspektive und eine Bau- und Verwaltungsphase für die Kreuzzugsarmee und die eroberten Gebiete. Zusätzlich zur Spielerfigur können im Laufe des Spiels mehrere Charaktere gefunden werden, von denen bis zu fünf den Spieler begleiten können. Alle Entscheidungen des Spielers haben direkten Einfluss auf die Entwicklung des Kreuzzugs und auf die verfügbaren Begleiter. Das Spiel ist für eine Spieldauer von ca. 130 Stunden ausgelegt.

## Rezeption
Pathfinder: Wrath of the Righteous erhielt laut Metacritic „allgemein positive“ Kritiken. Roman Kaiser von IGN lobte die Geschichte des Spiels und die technischen Verbesserungen gegenüber seinem Vorgänger, äußerte sich jedoch enttäuscht über die Aspekte des Militärmanagements. Jody Macgregor von PC Gamer sagte, dass das Spiel „Ihre Zeit wert“ sei, kritisierte jedoch die inkonsistente Schreibqualität.
Bis Januar 2023 wurde das Spiel weltweit eine Million Mal verkauft.